# Andreas Rett
Andreas Rett (Fürth, 2 gennaio 1924 – Vienna, 25 aprile 1997) è stato un neurologo austriaco.

## Biografia
In anni giovanili è stato un membro del partito nazista.
Nel 1949 si è laureato in medicina presso l'Università di Innsbruck e ha lavorato come medico a Innsbruck, Vienna e Zurigo. Nel 1963 ha dato vita a un laboratorio protetto in cui giovani con problemi neurologici potevano lavorare. Nel 1966 ha pubblicato la prima descrizione della Sindrome di Rett.
Rett ha ricevuto numerosi riconoscimenti, ma è anche noto per aver applicato misure di sterilizzazione forzata alle proprie pazienti con handicap mentale.
Andreas Rett andò a scuola a Innsbruck e iniziò i suoi studi medici all'università di quella città. I suoi studi furono interrotti dalla guerra, quando prestò servizio nella marina tedesca, e proseguì a Innsbruck nel 1945. Dopo le qualifiche nel 1949 si specializzò in pediatria, e nel 1955 fu nominato capo della struttura per bambini mentalmente ritardati in una casa per l'anziano di Lainz. La sua carriera accademica inizia nel 1967, quando è stato nominato docente di neurologia e pediatria presso l'Università di Vienna, nel 1973 è stato promosso al grado di professore associato. Dal 1967 è anche a capo dell'Istituto di ricerca Ludwig Boltzmann in Brain Disordered Children.